# Азербайджано-венесуэльские отношения
Азербайджано-венесуэльские отношения — двусторонние дипломатические отношения между Азербайджанской Республикой и Боливарианской Республикой Венесуэла в политической, социально-экономической, культурной и других сферах.
Главным образом, сотрудничество осуществляется в таких областях, как энергетика, транспорт, наука, образование, охрана окружающей среды, туризм, финансы, сельское хозяйство.

## Дипломатические отношения
Дипломатические отношения между Азербайджаном и Венесуэлой впервые были установлены 12 мая 1995 года. Дипломатическая миссия Венесуэлы в Азербайджане была открыта 3 февраля 2018 года и начала свою работу 1 июня 2019 года.
Посольство Венесуэлы в Баку было открыто весной 2018 года. Чрезвычайным Послом Венесуэлы в Азербайджане является Габриэль Леопольдо Хара Мальдонадо.
Договорно-правовая база: между Азербайджаном и Венесуэлой подписано 3 соглашения.
В октябре 2016 года состоялась церемония подписания документов между странами. Были заключены следующие соглашения:
1. «Совместное заявление Президента Азербайджанской Республики и Президента Боливарианской Республики Венесуэла».
2. «Меморандум о взаимопонимании между Министерством иностранных дел Азербайджанской Республики и Министерством народной власти по иностранным делам Боливарианской Республики Венесуэла о создании механизма политических консультаций».
3. «Соглашение об освобождении от визовых требований дипломатических, служебных и служебных паспортов между Правительством Азербайджанской Республики и Правительством Боливарианской Республики Венесуэла»[8][9].

## Экономическое сотрудничество
В 2011 году между руководителями нефтяных компаний Азербайджана, Венесуэлы и Беларуси были заключены сделки о поставках нефти в объёме 5,0 млн тонн нефти в год.

## Международное сотрудничество
Сотрудничество двух стран на международной арене осуществляется в рамках различных организаций: ОПЕК, Совет Безопасности ООН, Движение неприсоединения.